# Періодична експлуатація свердловин
Періодична експлуатація свердловин (англ. pulse well production; intermittent well operation; нім. intermittierender Bohrlochbetrieb m) — спосіб експлуатації малодебітних свердловин, що полягає у чергуванні періодів вилучення і накопичення нафти на вибої.

## Загальний опис
При П.е.с. період простою може коливатися в широких межах — від 30 хв. до 2 год і довше і залежить від коефіцієта продуктивності свердловини. Застосовується на пізніх стадіях розробки родовищ, коли надходження нафти із пласта проходить дуже повільно.
П.е.с. здійснюється в циклічному режимі, суть якого полягає в наступному: перший цикл — накопичення стовпа рідини у свердловині, в цьому випадку при штангово-насосному видобуванні верстат-качалка не працює, а при газліфті не подається стиснений газ у затрубний простір свердловини; другий цикл — подавання рідини; починається з пуску верстата-качалки, а при газліфті — з подавання стиснутого газу в затрубний простір, внаслідок чого рідина з допомогою насосів або стиснутого газу піднімається на поверхню.
У результаті П.е.с. маємо зменшення зносу насосного обладнання, штанг, економію електроенергії, збільшення міжремонтного періоду (при штангово-насосному видобуванні); зниження питомої витрати газу на підняття 1 т рідини, середній дебіт свердловин зменшується.